# Nayoro

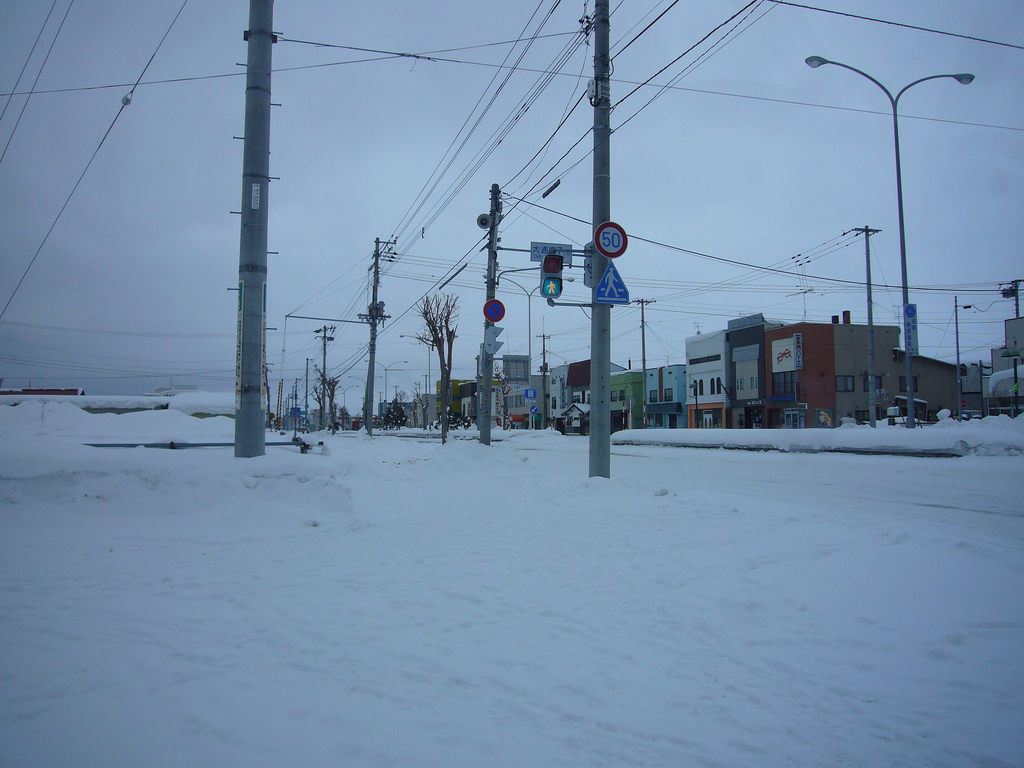
Stradă în Nayoro

Nayoro (名寄市 Nayoro-shi?) este un municipiu din Japonia, prefectura Hokkaidō.